# 激闘!ラップ甲子園
激闘!ラップ甲子園（げきとう!ラップこうしえん）は、10代最強最大のMCバトル・イベントであり、ラップに青春をかけるラッパーたちを応援して行く企画である。

## 概要
10代最強ラッパーを決める日本最大級のMCバトルトーナメント。通称「激ラ」。優勝者には10代MCバトル史上最高賞金の100万円が贈られる。さらに上位入賞者には楽曲制作権・Sony Music賞が贈られる。地方予選や大会の模様は公式YouTube、「激闘!ラップ甲子園への道」（TOKYO MX）で公開されている。

## 決勝大会ルール
コイントスで先攻・後攻を決め、1試合につき「8小節×3ターン」のフリースタイルバトルで争う。パフォーマンス終了後、審査員が札を上げジャッジ。より多くの札が上がった者の勝利となる。第3回、第4回大会は3ブロック制（タイガーブロック・ドラゴンブロック・ライオンブロック）のトーナメントを行い、決勝戦は各ブロック優勝者による三つ巴戦。2連勝するまで戦い続けるエンドレス方式が採用された。

## 歴代優勝者・準優勝者
|                            | 優勝     | 準優勝          |
| -------------------------- | -------- | --------------- |
| 第1回（2022年4月3日）      | shin     | NERVE           |
| 第2回（2022年8月8日）      | ビシキマ | 楓              |
| 第3回（2023年3月26日）     | yujing   | M.C.T/Sirogaras |
| 第4回（2023年8月18日）     | L.B.R.L  | 楓/$OLLY        |
| 第5回（2024年8月16日予定） | OWG      |                 |

## 各大会の詳細

### ■第1回大会
- 2022年4月3日、TOKYO FMホールで開催。
- オーディション審査で選ばれた32名による予選大会が東日本、西日本の2か所で行われ、勝ち上がった8名が決勝大会に進出。

#### ＜東日本予選＞
- 開催日/会場：2021年12月4日/CLUB CAMELOT
- 出場者：和瞳士・苺梨・建城akaTRICKTRIGGER・Kampf・Punk the 寿・River Kid・MUKAI・長瀬・Yachi・Chance・Claire do luna・MCリトル aka anji・shin・我蛾ん坊・Sugar・lame ass
- 優勝：苺梨
- 準優勝：Chance
  - 苺梨、Chanceとベスト4に勝ち進んだshin、Punk the 寿が東日本代表として決勝大会出場決定。
- MC：八文字
- 審査員：KEN THE 390、ISH-ONE、Authority
- DJ：DJ AGETETSU

#### ＜西日本予選＞
- 開催日/会場：2022年12月11日/KYOTO Chambers
- 出場者：盧舎那・Esther・NARIMIMI・L.B.R.L・u&k・Sirogaras・おりょう・楓・イマジン・TAKERU・G7・j-flag・Icebreaker・LOTUS・Lil oddy・Cuffs
- 優勝：TAKERU
- 準優勝：Sirogaras
  - TAKERU、Sirogarasとベスト4に勝ち進んだ盧舎那、Liloddyが西日本代表として決勝大会出場決定。
- MC：八文字
- 審査員：歩歩、CIMA、HI-KING TAKASE
- DJ：LEAD-OFF MAN

追加オーディションを通過した8名が決勝大会出場権獲得。計16名のラッパーがトーナメント方式で争った。

#### ＜決勝大会＞
- 審査員：T-Pablow、呂布カルマ、KEN THE 390、Authority、NAIKA MC、S-kaine、DJ TATSUKI、Gucci Prince
- レフェリー：DJ TY-KOH
- DJ：DJ AGETETSU
- MC：カミナリ
- アシスタント：えまぽち
- 1回戦（〇が勝者　先攻VS後攻）
  - 盧舍那　VS　苺梨（〇）
  - FAT-LIMO　VS　NERVE（〇）
  - Kampf（〇）　VS　LARK FIEND
  - PUNK THE KOTOBUKI　VS　Sirogaras（〇）
  - 楓　VS　Chance（〇）
  - MCリトル aka anji（〇）　VS　Lil oddy
  - shin（〇）VS　:DSLowvv
  - Yachi　VS　TAKERU（〇）
- 2回戦（〇が勝者　先攻VS後攻）
  - 苺梨　VS　NERVE（〇）
  - Kampf　VS　Sirogaras（〇）
  - Chance（〇）　VS　MCリトル aka anji
  - shin（〇）　VS　TAKERU
- 準決勝（〇が勝者　先攻VS後攻）
  - NERVE（〇）VS　Sirogaras
  - Chance　VS　shin（〇）
- 決勝（〇が勝者　先攻VS後攻）
  - NERVE　VS　shin（〇）

### ＜トピックス＞
- 審査員のS-kaineはNERVEを「家族を背負っているという重みがある」と評す。
- DJ TATSUKI はChance VS shinのバトルについて、「曲をやってるみたいで超カッコよくて、勝敗の決めようがない」と舌を巻いた。
- 優勝したshinには称号としてオリジナルキャップとベースボールシャツ、さらにMXテレビ「激闘！ラップ甲子園への道」のエンディングテーマ楽曲制作権が贈られた。

### ■第2回大会
- 2022年8月8日、神奈川・CLUB CITTA'で開催。
- 北海道、東京、愛知、大阪、福岡の全国5カ所で行われたオーディションを通過した個性豊かな16名のファイナリストが集結。
- 審査員：T-Pablow、Tiji Jojo、YZERR、KEN THE 390、呂布カルマ、NAIKA MC、TKda黒ぶち、Fuma no KTR、S-kaine、DJ CELORY
- レフェリー：DJ TY-KOH
- DJ：DJ IZOH
- MC：カミナリ、東京ホテイソン
- アシスタント：えまぽち

- 1回戦（〇が勝者　先攻VS後攻）
  - nover　VS　Sirogaras（〇）TAPPER　VS　クフェア（〇）
  - 楓（〇）　VS　yujing
  - MC知葉瑠（〇）　VS　Chance
  - M.C.T（〇）　VS　Kampf
  - 彼岸　VS　ビシキマ（〇）
  - NovA GOLD.Jr　VS　sosume（〇）
  - LARK FIEND（〇）　VS　ME7O
- 2回戦（〇が勝者　先攻VS後攻）
  - クフェア　VS　Sirogaras（〇）
  - MC知葉瑠　VS　楓（〇）
  - ビシキマ（〇）　VS　M.C.T
  - sosume　VS　LARK FIEND（〇）
- 準決勝（〇が勝者　先攻VS後攻）
  - Sirogaras　VS　楓（〇）
  - ビシキマ（〇）　VS　LARK FIEND
- 決勝（〇が勝者　先攻VS後攻）
  - ビシキマ（〇）　VS　楓

#### ＜トピックス＞
- 1回戦では優勝候補の最右翼と目されていたChanceが当時、中学生ラッパーのMC知葉瑠を相手に初戦敗退を喫する波乱の幕開けとなった。
- NOVA GOLD.Jr　VS　sosumeでは、既定の境界線を越えバチバチのバトルを繰り広げた。
- 審査員のT-Pablowは優勝したビシキマについて「ビシキマくんはラップが上手ですね。今日の出場者で一番うまいんじゃないですか？」と評す
- 審査員の呂布カルマもビシキマについて「ラップがうまいヤツって“うまいだけ”になりがちなんだけど、ビシキマはちゃんとライムもしてて攻撃性もあって、けっこう完璧だったな」と舌を巻いた。
- 優勝したビシキマには、賞品としてTOKYO MX「激闘！ラップ甲子園への道」にて特別番組が制作されるこが告げられ、オリジナルキャップ、キットカット1年分などが贈呈された。
- 楽曲制作権（Sony Music賞）には、ビシキマ、楓が選ばれた。

### ■第3回大会
- 2023年3月27日、大阪・GORILLA HALL OSAKAで開催。
- 本大会からタイガー、ドラゴン、ライオンの3ブロック制のトーナメント方式を採用。また大会当日に、残り1枠の出場者を決めるワイルドカードマッチ新設。さらに第17回高校生RAP選手権：王者のREDWINGも参戦し「ゲキラVS高ラ」の構図も。総勢24名、若きラップアーティストによる名勝負が繰り広げられた。
- 審査員：FORK(ICE BAHN)、呂布カルマ、CIMA、Fuma no KTR、S-kaine
- レフェリー：DJ TY-KOH
- DJ：DJ IZOH
- MC：カミナリ
- アシスタント：Mii

- タイガーブロック　1回戦（〇が勝者　先攻VS後攻）
  - LARK FIEND　VS　REDWING（〇）
  - 2face（〇）　VS　TAPPER
  - yujing（〇）　VS 楓
  - GROM（〇）　VS　izanami

- ドラゴンブロック　1回戦（〇が勝者　先攻VS後攻）
  - ビシキマ（〇）　VS　BJOW
  - たんぽぽ（〇）　VS　NAGASE
  - 蓮雫蝶（〇）　VS sosume
  - M.C.T（〇）　VS　彼岸

- ライオンブロック　1回戦（〇が勝者　先攻VS後攻）
  - 知葉瑠　VS　おててツナマヨ（〇）　
  - MCトキダ　VS　BIG POISON（〇）
  - ArFα　VS いちぢく（〇）
  - 槌ノ呼　VS　Sirogaras（〇）

- タイガーブロック　2回戦（〇が勝者　先攻VS後攻）
  - 2face　VS　REDWING（〇）　
  - GROM　VS　yujing（〇）
- ドラゴンブロック　2回戦（〇が勝者　先攻VS後攻）
  - たんぽぽ　VS　ビシキマ（〇）
  - M.C.T（〇）VS　蓮雫蝶

- ライオンブロック　2回戦（〇が勝者　先攻VS後攻）
  - おててツナマヨ　VS　BIG POISON（〇）　
  - Sirogaras（〇）　VS いちぢく

- タイガーブロック　キング決定戦（〇が勝者　先攻VS後攻）
  - REDWING　VS　yujing（〇）

- ドラゴンブロック　キング決定戦（〇が勝者　先攻VS後攻）
  - M.C.T（〇）　VS　ビシキマ

- ライオンブロック　キング決定戦（〇が勝者　先攻VS後攻）
  - BIG POISON　VS　Sirogaras（〇）

- ファイナル三つ巴戦（〇が勝者　先攻VS後攻）
  - 第1試合:M.C.T 	VS yujing（〇）　　
  - 第2試合:Sirogaras 	VS yujing（〇）

#### ＜トピックス＞
- ライオンブロック1回戦、オタク系ラッパーのおててツナマヨが大会常連の実力者、知葉瑠を下し会場を大いに沸かせた。今大会のBSET BOUTに選ばれた。
- おててツナマヨ　VS　BIG POISONのバトルは、ビジュアル的に「のび太とジャイアン」のタイマン勝負。決着後には友情を確かめ合うかのように握手が交わされた。
- 全バトル終了後、巨大スクリーンで「次回、優勝賞金100万円」が発表され会場はどよめきで埋め尽くされた。
- 優勝したyujingには、優勝盾やキットカット1年分などが贈呈された。
- 楽曲制作権(Sony Music賞)には、yujing、Sirogaras、いちぢくが選ばれた。

### ■第4回大会
- 2023年8月18日に神奈川・CLUB CITTA'にて開催。
- 前大会同様、3ブロック制のトーナメント方式、大会当日に、残り1枠の出場者を決めるワイルドカードマッチを採用。総勢24名による名勝負が繰り広げられた。

- 審査員：FORK(ICE BAHN)、呂布カルマ、Authority、泰斗 a.k.a. 裂固、Fuma no KTR
- レフェリー：DJ TY-KOH
- DJ：DJ IZOH
- MC：カミナリ
- アシスタント：Mii

- タイガーブロック　1回戦（〇が勝者　先攻VS後攻）
  - BIG POSION　VS　牙a.k.a. ANTMOTH（〇）　
  - 彼岸（〇）　VS　A_I_T
  - swa9_cherry　VS エスカ（〇）
  - TAPPER　VS　$OLLY（〇）
- ドラゴンブロック　1回戦（〇が勝者　先攻VS後攻）
  - L.B.R.L（〇）　VS　R.E
  - aso（〇）　VS　dracovalen
  - Eikiti（〇）　VS 剣多
  - Chance（〇）　VS　GL4Y
- ライオンブロック　1回戦（〇が勝者　先攻VS後攻）
  - lil林　VS　楓（〇）　
  - 十造　VS　知葉瑠（〇）
  - Taizen（〇）　VS T4kq
  - サバンナの鯖（〇）　VS　sosume
- タイガーブロック　2回戦（〇が勝者　先攻VS後攻）
  - 彼岸（〇）　VS　牙a.k.a. ANTMOTH　
  - $OLLY（〇）　VS　エスカ
- ドラゴンブロック　2回戦（〇が勝者　先攻VS後攻）
  - aso　VS　L.B.R.L（〇）
  - Eikiti　VS　Chance（〇）
- ライオンブロック　2回戦（〇が勝者　先攻VS後攻）
  - 楓（〇）　VS　知葉瑠
  - Taizen　VS サバンナの鯖（〇）
- タイガーブロック　キング決定戦（〇が勝者　先攻VS後攻）
  - $OLLY（〇）　VS　彼岸
- ドラゴンブロック　キング決定戦（〇が勝者　先攻VS後攻）
  - L.B.R.L（〇）　VS　Chance
- ライオンブロック　キング決定戦（〇が勝者　先攻VS後攻）
  - サバンナの鯖　VS　楓（〇）
- ファイナル三つ巴戦（〇が勝者　先攻VS後攻）
  - 第1試合：L.B.R.L（〇）　VS 楓
  - 第2試合：$OLLY 　VS　L.B.R.L（〇）

#### ＜トピックス＞
- 大会のエキジビションマッチとして、小学生ラッパー2名がバトルを行い、そのパフォーマンススキルの高さで審査員やMC陣、観客らの度肝を抜いた。
- L.B.R.L　VS　Chanceの一戦は審査員のFORK(ICE BAHN)が「今日の中で一番レベルの高い試合」「もう1回やったら結果は変わると思う」と複雑な心境を明かすほどの甲乙つけがたい名勝負に。
- 優勝したL.B.R.Lには、賞金100万円、優勝盾などが贈呈された。
- 楽曲制作権（Sony Msuic賞）も、L.B.R.Lが選ばれた。

### ■第5回大会
- 2024年8月、神奈川・CLUB CHITTA'で決勝大会を開催予定。それに伴い全国6カ所で地方大会（北海道・東北・関東・東海・関西・九州）を開催。
- また15歳以下限定のバトルU-15大会が2024年春に開催。勝ち上がったラッパーは地方大会同様に決勝大会の出場権を獲得。

## 歴代Sony Music賞／配信リリース日
|       | アーティスト名 | 楽曲          | プロデューサー | リリース日 |
| ----- | -------------- | ------------- | -------------- | ---------- |
| 第1回 | shin           | If Other Life |                | 2022/10/26 |
| 第2回 | ビシキマ       | ななめ上      | Lil’Yukichi    | 2023/5/24  |
| 第2回 | 楓             | Legit Soul    | NAOtheLAIZA    | 2023/5/31  |
| 第3回 | Sirogaras      | No Crown      | SALTWATER      | 2023/10/18 |
| 第3回 | 奴居イチヂク   | 首都圏絆創膏  |                | 2023/12/6  |
| 第3回 | yujing         | FIVESTAR      | DJ UPPERCUT    | 2024/3/6   |

## オフィシャルMIXCD
歴代王者をはじめ各大会で活躍した次世代の音楽シーンを担うラッパーたちのフレッシュな楽曲をDJ IZOHがMIX。
アーティスト：V.A.(MIXCD)
タイトル：激闘！ラップ甲子園 presents "HOP IN" mixed by DJ IZOH
発売日：2023年8月16日(水)
品番：GKRM-001
レーベル：GEKIRA MUSIC
TRACKLIST
1. ビシキマ / ななめ上 *Exclusive Track
2. Yachi / All got paid
3. shin / If Other Life *Exclusive Track
4. shin / YOGORETANOKAMO
5. yujing / Slow Life
6. Lil oddy / First dear mom
7. Sirogaras / OVERFLOW
8. 楓 / Legit Soul *Exclusive Track
9. RADIO RAHEEM / 燈
10. izanami / STILL LAKE SIDE
11. nover / fall in dream feat.よねかわ
12. ArFα / Δesert
13. 苺梨 / Hierarchie feat.PETORO
14. 盧舎那 / Me-tell
15. Ratz / Presentz
16. 知葉瑠 / CHIHARU
17. TAPPER / Big City
18. 彼岸 / CONNECT
19. REDWING / FUTURE
20. 楓 / for Zexelia feat.KUNG-FU
21. sosume / クズで底辺
22. NovA GOLD.Jr / ONCE AGAIN
23. TOKIDA / 貧乏人が夢を見る